# Лисенко Юрій Семенович
Юрій (Георгій) Семенович Лисенко (* 21 квітня 1910 — † 12 березня 1994, Київ, Україна) — радянський i український кінорежисер, сценарист. Заслужений діяч мистецтв УРСР (1967).

## Життєпис
Народився у селі Валява Черкаської області. 
У 1929—1931 співробітник газет в Харкові і Сумах.
В 1940 році закінчив Київський інститут театрального мистецтва. 
Учасник Німецько-радянської війни.
Працював у театрах Києва, Луцька, Полтави, Мелітополя. 
Режисер Київської кіностудії художніх фільмів ім. О. Довженка (1955—1984).
Очолив Театр кіноактора 1979 року при кіностудії ім. О. Довженка.
Був членом Національної спілки кінематографістів України з 1961 р.
- Дочки:
- Лисенко Лариса Георгіївна (нар. 28 березня 1938 р.) — головна медсестра НДІ нейрохірургії імені академіка А.П. Ромоданова НАМН України.
- Лисенко Ольга Георгіївна (нар. 10 травня 1941 р.) — радянська, російська кіноактриса.
- Лисенко Оксана Георгіївна (нар. 30 січня 1945 р.) — український кінорежисер.

## Фільмографія

Меморіальна дошка на честь Лисенка Георгія Семеновича. Встановлена на адміністративному корпусі кіностудії імені Олександра Довженка (Київ)

- «Коли співають солов'ї» (1956, 2-й режисер та актор)
- «Якби каміння говорило...» (1957, режисер; сценарист у співавт. з М. Януковичем)
- «Гроза над полями» (1958, режисер)
- «Таврія» (1959, режисер; сценарист у співавт.)
- «Літак відлітає о 9-й» (1960, режисер)
- «Ми, двоє чоловіків» (1962, режисер)
- «Перевірено — мін немає» (1965, сценарист та режисер у співавт.)
- «В'язні Бомона» (1970, сценарист у співавт., режисер)
- «Вогонь» (1973, режисер; сценарист у співавт. з О. Сацьким)
- «Біле коло» (1974, режисер; сценарист у співавт. з О. Сацьким)
- «Менший серед братів» (1984, Ковальов)

## Пам'ять
- 12 березня 2015 року на Національній кіностудії імені Олександра Довженка було відкрито меморіальну дошку кінорежисеру Юрію Семеновичу Лисенку[2].